# Liste der Kulturdenkmale in Sehestedt
In der Liste der Kulturdenkmale in Sehestedt sind alle Kulturdenkmale der schleswig-holsteinischen Gemeinde Sehestedt (Kreis Rendsburg-Eckernförde) aufgelistet (Stand: 14. April 2025).

## Legende
In den Spalten befinden sich folgende Informationen:
- Objekt-ID: die Nummer des Kulturdenkmales
- Lage: die Adresse des Kulturdenkmales und die geographischen Koordinaten. Kartenansicht, um Koordinaten zu setzen. In der Kartenansicht sind Kulturdenkmale ohne Koordinaten mit einem roten Marker dargestellt und können in der Karte gesetzt werden. Kulturdenkmale ohne Bild sind mit einem blauen Marker gekennzeichnet, Kulturdenkmale mit Bild mit einem grünen Marker.
- Offizielle Bezeichnung: Bezeichnung des Kulturdenkmales
- Beschreibung: die Beschreibung des Kulturdenkmales
- Bild: ein Bild des Kulturdenkmales

## Sachgesamtheiten
| Objekt-ID      | Lage                                     | Offizielle Bezeichnung  | Beschreibung | Bild                             |
| -------------- | ---------------------------------------- | ----------------------- | --- | -------------------------------- |
| 40898 Wikidata | Kirchenweg (54° 21′ 53″ N, 9° 49′ 14″ O) | Kirche St. Peter & Paul | Aktualisierung vorgesehen - Begründung: geschichtlich, künstlerisch, städtebaulich, Kulturlandschaft prägend - Schutzumfang: Kirche St. Peter & Paul mit Ausstattung, Kirchhof, Grabmale bis 1870, Pastorat | weitere Fotos \| Fotos hochladen |

## Bauliche Anlagen
| Objekt-ID     | Lage                                             | Offizielle Bezeichnung                  | Beschreibung | Bild                             |
| ------------- | ------------------------------------------------ | --------------------------------------- | --- | -------------------------------- |
| 3787 Wikidata | Am Denkmal (54° 21′ 59″ N, 9° 49′ 11″ O)         | Denkmal Gefecht bei Sehestedt           | Alteintragung (Aktualisierung vorgesehen) - Begründung: Alteintragung (Aktualisierung vorgesehen) - Schutzumfang: Alteintragung (Aktualisierung vorgesehen) - Denkmaltyp: Bauliche Anlage                                                                   | weitere Fotos \| Fotos hochladen |
| 6803 Wikidata | Alte Dorfstraße 38 (54° 21′ 38″ N, 9° 49′ 25″ O) | ehem. Landarbeiterkate                  | ehem. Landarbeiterkate; Mitte 19. Jh.; eingeschossiger, traufständiger Ziegelbau über Feldsteinsockel mit reetgedecktem Halbwalmdach und Eulenluken - Schutzumfang: ehem. Landarbeiterkate - Begründung: Geschichtlich, Kulturlandschaftlich, Städtebaulich | BW                               |
| 6257 Wikidata | Gut Sehestedt (54° 22′ 4″ N, 9° 49′ 18″ O)       | Scheune                                 | Alteintragung (Aktualisierung vorgesehen) - Begründung: Alteintragung (Aktualisierung vorgesehen) - Schutzumfang: Alteintragung (Aktualisierung vorgesehen) - Denkmaltyp: Bauliche Anlage                                                                   | Fotos hochladen                  |
| 7876 Wikidata | Gut Sehestedt (54° 22′ 3″ N, 9° 49′ 11″ O)       | Wohnkate                                | Alteintragung (Aktualisierung vorgesehen) - Begründung: Alteintragung (Aktualisierung vorgesehen) - Schutzumfang: Alteintragung (Aktualisierung vorgesehen) - Denkmaltyp: Bauliche Anlage                                                                   | Fotos hochladen                  |
| 7877 Wikidata | Gut Sehestedt (54° 22′ 5″ N, 9° 49′ 22″ O)       | Remise                                  | Alteintragung (Aktualisierung vorgesehen) - Begründung: Alteintragung (Aktualisierung vorgesehen) - Schutzumfang: Alteintragung (Aktualisierung vorgesehen) - Denkmaltyp: Bauliche Anlage                                                                   | BW                               |
| 2407 Wikidata | Kirchenweg (54° 21′ 53″ N, 9° 49′ 14″ O)         | Kirche St. Peter & Paul mit Ausstattung | Alteintragung (Aktualisierung vorgesehen) - Begründung: geschichtlich, künstlerisch, städtebaulich - Schutzumfang: gesamtes Objekt - Denkmaltyp: Bauliche Anlage, Sachgesamtheit: Kirche St. Peter & Paul                                                   | weitere Fotos \| Fotos hochladen |
| 2015 Wikidata | Kirchenweg (54° 21′ 52″ N, 9° 49′ 19″ O)         | Pastorat                                | Alteintragung (Aktualisierung vorgesehen) - Begründung: geschichtlich, städtebaulich - Schutzumfang: Alteintragung (Aktualisierung vorgesehen) - Denkmaltyp: Bauliche Anlage, Sachgesamtheit: Kirche St. Peter & Paul                                       | Fotos hochladen                  |
| 3786 Wikidata | Kirchenweg 12 (54° 21′ 55″ N, 9° 49′ 16″ O)      | Altes Schulmeisterhaus                  | Alteintragung (Aktualisierung vorgesehen) - Begründung: Alteintragung (Aktualisierung vorgesehen) - Schutzumfang: Alteintragung (Aktualisierung vorgesehen) - Denkmaltyp: Bauliche Anlage                                                                   | Fotos hochladen                  |

## Gründenkmale
| Objekt-ID      | Lage                                     | Offizielle Bezeichnung | Beschreibung | Bild            |
| -------------- | ---------------------------------------- | ---------------------- | --- | --------------- |
| 19520 Wikidata | Kirchenweg (54° 21′ 52″ N, 9° 49′ 15″ O) | Kirchhof               | Alteintragung (Aktualisierung vorgesehen) - Begründung: geschichtlich, Kulturlandschaft prägend - Schutzumfang: Kirchhof, Grabmale bis 1870 - Denkmaltyp: Gründenkmal, Sachgesamtheit: Kirche St. Peter & Paul | Fotos hochladen |

## Quelle
- Liste der Kulturdenkmale in Schleswig-Holstein – Kreis Rendsburg-Eckernförde

- Karte mit allen Koordinaten:
- OSM |
- WikiMap